# Resolució 1994 del Consell de Seguretat de les Nacions Unides
La Resolució 1994 del Consell de Seguretat de les Nacions Unides fou adoptada per unanimitat el 30 de juny de 2011. Després de considerar un informe del Secretari General Ban Ki-moon, sobre la Força de les Nacions Unides d'Observació de la Separació (UNDOF) i reafirmant la resolució 1308 (2000), el Consell va prorrogar el seu mandat per uns altres sis mesos, fins al 31 de desembre de 2011.
La UNDOF va ser establerta en 1974 per la resolució 350 per supervisar l'alto el foc entre Israel i Síria.

## Adopció
Durant les discussions, alguns membres del Consell, com ara França, Alemanya, el Regne Unit i els Estats Units, van expressar la seva preocupació que  la recent violència a la frontera d'Israel amb Síria havia estat instigada pel govern del govern sirià per intentar desviar l'atenció d'una insurrecció domèstica com a part de la Primavera Àrab; no obstant això, Rússia i la República Popular de la Xina van dir que els afers no havien d'estar interrelacionats, ni estaven en l'ordre del dia de l'agenda del Consell.

## Detalls
El Consell de Seguretat va demanar la implementació de la Resolució 338 (1973) que exigia la celebració de negociacions entre les parts per a la solució pacífica de la situació a l'Orient Mitjà. Va demanar a totes les parts que respectessin l'acord d'alto del foc de 1974, que s'havia posat "en perill" a causa de la recent violència. Mentrestant, els membres del Consell es van felicitar pels esforços de la UNDOF per implementar la política de tolerància zero de la Secretaria General sobre l'esclavitud i abús sexuals.
Finalment, es va demanar al Secretari General que informés abans del final del mandat de la UNDOF sobre les mesures per aplicar la Resolució 338 i l'evolució de la situació. L'informe del Secretari General de conformitat amb la resolució anterior sobre la UNDOF va indicar que la situació a l'Orient Mitjà es mantindria tibant fins que es va poder assolir una solució, i el secretari general va encoratjar reprendre les converses de pau trencades el desembre del 2008.